# ارزش آسمان آبی
ارزش آسمان آبی (空色ユーティリティ Sorairo Yūtiriti) یک انیمه کوتاه تلویزیونی ژاپنی در مورد گلف است که توسط یوستار پیکچرز تولید شده و توسط کنگو سایتو کارگردانی شده است. این فیلم در دسامبر ۲۰۲۱ در توکیو ام‌ایکس نمایش داده شد. یک مجموعه تلویزیونی انیمه نیز توسط همین استودیو ساخته شد که در ژانویه ۲۰۲۵ منتشر شد.

## خلاصه داستان
داستان حول سه دانش‌آموز دبیرستانی به نام می‌نامی، آیاکا و هاروکا می‌چرخد که در یک روز آفتابی تصمیم بگیرند در زمین گلف بازی کنند. می‌نامی کخ مبتدی است، برایش کمی دشوار است که با بقیه بازی کند. اما در حالی که با کمک و تشویق استاد باتجربه‌ترش یادمی‌گیرد، کم‌کم اعتماد به نفس پیدا می‌کند.